# Hermann Suter
Hermann Suter (Kaisersthul, Suïssa, 28 d'abril de 1870 - Basilea, 22 de juny de 1926) fou un compositor suís.
Fill d'un distingit organista, rebé les primeres lliçons de música; després estudià amb diversos mestres particulars a Zúric i a Basilea i, finalment, assistí durant tres anys als cursos dels Conservatoris de Stuttgart i de Leipzig. De 1892 a 1902 fou professor de música, organista i director de societats corals de Zuric, succeint el 1900 a Friedrich Hegar com a director del Cor mixt d'aquella ciutat. El 1902 a Basilea, succeí a Volkland com a director dels Concerts simfònics, del Gesangverein (cor mixt), de la Liedertafel (cor mixt) i del Festival anual de Basilea.
Com a compositor es donà a conèixer per dos quartets per a instruments de corda: el poema simfònic Walpurgisnacht, amb cors; una Simfonia; St. Jakob an der Birs, música per la llegenda de Daniel Bernoulli; Die Schmiede im Walde, cor per a homes amb acompanyament d'orquestra; cors mixts i melodies vocals amb acompanyament o sense. Des de 1918 era director del Conservatori de Basilea.